# Вердикт (п'єса)
«Вердикт» (англ. Verdict) — детективна п'єса англійської письменниці Агати Крісті. Складається з двох дій. Вперше п'єса була поставлена у Лондоні в Strand Theatre 22 травня 1958 року.

## Сюжет
П'єса розповідає історію Карла Гендріка, блискучого професора, який, зі своєю дружиною та її двоюрідним братом, вбігає від переслідувань по країні. Явно не вказано що вони німці і їх переслідували нацисти — і Агати Крісті, ймовірно, навмисно дала їм імена, які не очевидно належать до будь-якої національньності. Професор задоволено розташувався у британському університеті, де він користується повагою студентів та викладачів. Його дружина, Ганна, страждає від поступового виснажливої хвороби, гірко шкодує про те, що вони були змушені покинути свій дім та друзів, і також незадоволена всіма аспектах свого життя в Англії. Її двоюрідний брат і близький друг, Ліз Колетський, переїхав з ними для догляду за Ганною, і управління будинком професора. У Карла і Лізи пригнічені почуття один до одного, і ситуація ще більше порушується, коли молодий багатий студент, Гелен Роландер, бере разом з професором приватні уроки.